# DHB-Pokal 2016/17
Der DHB-Pokal 2016/17 war die 43. Austragung des Handballpokalwettbewerbs der Herren. In der 1. Runde maßen sich 64 Teams in 16 Turnieren im „Final-Four-Modus“. Den Pokal gewann zum zehnten Mal der THW Kiel.

## Hauptrunden

### 1. Runde
An der Auslosung der 1. Runde am 14. Juni 2016 nahmen 64 Mannschaften aus Profi- und Amateurligen teil. Die ersten 16 Mannschaften der Bundesligisten, die in der Saison 2015/16 die Plätze 1 bis 16 belegten, befanden sich im 1. Lostopf. Die ersten 16 Mannschaften der Zweitligisten, die in der Saison 2015/16 die Plätze 1 bis 16 belegen, befanden sich im 2. Lostopf. Im 3. Lostopf befanden sich 3 Erst- und Zweitligisten (je Platz 17–19), sowie die Erst- und Zweitplatzierten jeder Drittligastaffel. Des Weiteren die beiden Finalisten des vorherigen Amateurpokals. Im 4. Lostopf befanden sich die Dritt- bis Sechstplatzierten jeder Drittligastaffel. Zweite Mannschaften durften nicht am DHB-Pokal teilnehmen. Die Spiele der 1. Runde, in der die Vereine nach geographischen Gesichtspunkten in eine Nord- und eine Südstaffel eingeteilt wurden, fanden am 27./28. August 2016 statt. Die Zweitligisten in Lostopf 2 hatten das Anrecht das Turnier auszurichten. Sollten diese es nicht können, fiel das Recht an die in Lostopf 3 befindliche Mannschaft, dann an die aus Lostopf 4 und sollten auch diese der Verpflichtung nicht nachkommen können, ging die Ausrichtung an die Bundesligisten im Lostopf 1.
Für die 1. Runde waren folgende Mannschaften qualifiziert:
| Lostopf 1 | Lostopf 2 | Lostopf 3 | Lostopf 4 |
| Nord: - THW Kiel - SG Flensburg-Handewitt - SC Magdeburg - Füchse Berlin - TSV Hannover-Burgdorf - TBV Lemgo - SC DHfK Leipzig - Bergischer HC Süd: - Rhein-Neckar Löwen - Frisch Auf Göppingen - MT Melsungen - HSG Wetzlar - VfL Gummersbach - HBW Balingen-Weilstetten - ThSV Eisenach - TVB 1898 Stuttgart | Nord: - HSG Nordhorn-Lingen - ASV Hamm-Westfalen - TV Emsdetten - VfL Bad Schwartau - HC Empor Rostock - TUSEM Essen - GWD Minden - Wilhelmshavener HV Süd: - DJK Rimpar Wölfe - EHV Aue - HSC 2000 Coburg - TV 1893 Neuhausen - HC Erlangen - SG BBM Bietigheim - TuS Ferndorf - TSG Friesenheim | Nord: - TuS N-Lübbecke - HF Springe - HSG Norderstedt/Henstedt-Ulzburg - VfL Eintracht Hagen - VfL Fredenbeck - 1. VfL Potsdam - Dessau-Rosslauer HV - SG Langenfeld Süd: - TSV Bayer Dormagen - Leichlinger TV - HSG Konstanz - TV 05/07 Hüttenberg - SG Leutershausen - HC Glauchau/Meerane - TuS Fürstenfeldbruck - HG Saarlouis | Nord: - Oranienburger HC - HC Elbflorenz - Eintracht Hildesheim - Neusser HV - SV Anhalt Bernburg - HSG Krefeld - TV Korschenbroich - DHK Flensborg Süd: - TV Hochdorf - SG Nußloch - TSB Heilbronn-Horkheim - Longericher SC - HSG Rodgau Nieder-Roden - Germania Großsachsen - MSG Groß-Bieberau/Modau - HSC Bad Neustadt |

#### Nord
Das Turnier wurde am 27./28. August 2016 in der OSPA-Arena, Rostock ausgetragen.
| Datum, Uhrzeit           | Heimmannschaft              |   | Gastmannschaft              | Ergebnis      |
| ------------------------ | --------------------------- | - | --------------------------- | ------------- |
| 27. Aug. 2016, 16:30 Uhr | HC Elbflorenz (3L)          | – | SG Flensburg-Handewitt (1L) | 20:35 (7:16)  |
| 27. Aug. 2016, 19:00 Uhr | HC Empor Rostock (2L)       | – | VfL Eintracht Hagen (3L)    | 24:22 (11:12) |
| 28. Aug. 2016, 16:30 Uhr | SG Flensburg-Handewitt (1L) | – | HC Empor Rostock (2L)       | 38:17 (18:10) |

Das Turnier wurde am 27./28. August 2016 in der Kampa-Halle, Minden ausgetragen.
| Datum, Uhrzeit           | Heimmannschaft      |   | Gastmannschaft         | Ergebnis      |
| ------------------------ | ------------------- | - | ---------------------- | ------------- |
| 27. Aug. 2016, 16:00 Uhr | TBV Lemgo (1L)      | – | TuS N-Lübbecke (2L)    | 24:27 (13:9)  |
| 27. Aug. 2016, 18:30 Uhr | TSV GWD Minden (1L) | – | TV Korschenbroich (3L) | 37:23 (21:11) |
| 28. Aug. 2016, 76:00 Uhr | TuS N-Lübbecke (2L) | – | TSV GWD Minden (1L)    | 22:23 (12:11) |

Das Turnier wurde am 27./28. August 2016 im Euregium, Nordhorn ausgetragen.
| Datum, Uhrzeit           | Heimmannschaft                        |   | Gastmannschaft                        | Ergebnis      |
| ------------------------ | ------------------------------------- | - | ------------------------------------- | ------------- |
| 27. Aug. 2016, 16:30 Uhr | Eintracht Hildesheim (3L)             | – | HSG Norderstedt/Henstedt-Ulzburg (3L) | 27:28 (11:14) |
| 27. Aug. 2016, 19:00 Uhr | HSG Nordhorn-Lingen (2L)              | – | SC Magdeburg (1L)                     | 20:23 (9:11)  |
| 28. Aug. 2016, 17:00 Uhr | HSG Norderstedt/Henstedt-Ulzburg (3L) | – | SC Magdeburg (1L)                     | 27:44 (12:23) |

Das Turnier wurde am 27./28. August 2016 in der Westpress Arena, Hamm ausgetragen.
| Datum, Uhrzeit           | Heimmannschaft          |   | Gastmannschaft          | Ergebnis      |
| ------------------------ | ----------------------- | - | ----------------------- | ------------- |
| 27. Aug. 2016, 16:30 Uhr | THW Kiel (1L)           | – | VfL Fredenbeck (3L)     | 29:20 (11:13) |
| 15. Aug. 2015, 19:00 Uhr | ASV Hamm-Westfalen (2L) | – | Neusser HV (3L)         | 30:23 (15:10) |
| 16. Aug. 2015, 17:00 Uhr | THW Kiel (1L)           | – | ASV Hamm-Westfalen (2L) | 35:25 (20:12) |

Das Turnier wurde am 27./28. August 2016 in Nordfrost-Arena, Wilhelmshaven ausgetragen.
| Datum, Uhrzeit           | Heimmannschaft          |   | Gastmannschaft      | Ergebnis      |
| ------------------------ | ----------------------- | - | ------------------- | ------------- |
| 27. Aug. 2016, 16:30 Uhr | Wilhelmshavener HV (2L) | – | 1. VfL Potsdam (3L) | 33:26 (17:14) |
| 27. Aug. 2016, 19:00 Uhr | Oranienburger HC (3L)   | – | Füchse Berlin (1L)  | 26:41 (12:18) |
| 28. Juli 2016, 16:30 Uhr | Wilhelmshavener HV (2L) | – | Füchse Berlin (1L)  | 28:35 (14:21) |

Das Turnier wurde am 27./28. August 2016 in der Sporthalle Margaretenhöhe, Essen ausgetragen.
| Datum, Uhrzeit           | Heimmannschaft       |   | Gastmannschaft          | Ergebnis      |
| ------------------------ | -------------------- | - | ----------------------- | ------------- |
| 27. Aug. 2016, 17:00 Uhr | SC DHfK Leipzig (1L) | – | SV Anhalt Bernburg (3L) | 38:21 (19:9)  |
| 27. Aug. 2016, 19:30 Uhr | SG Langenfeld (3L)   | – | TUSEM Essen (2L)        | 26:24 (13:13) |
| 28. Aug. 2016, 16:00 Uhr | SC DHfK Leipzig (1L) | – | SG Langenfeld (3L)      | 36:23 (17:11) |

Das Turnier wurde am 27./28. August 2016 im Schulzentrum Jahnstraße, Bad Schwartau ausgetragen.
| Datum, Uhrzeit           | Heimmannschaft             |   | Gastmannschaft             | Ergebnis      |
| ------------------------ | -------------------------- | - | -------------------------- | ------------- |
| 27. Aug. 2016, 16:30 Uhr | Dessau-Roßlauer HV (2L)    | – | DHK Flensborg (3L)         | 32:27 (14:11) |
| 27. Aug. 2016, 19:00 Uhr | TSV Hannover-Burgdorf (1L) | – | VfL Bad Schwartau (2L)     | 31:27 (14:12) |
| 28. Aug. 2016, 16:30 Uhr | Dessau-Roßlauer HV (2L)    | – | TSV Hannover-Burgdorf (1L) | 24:38 (15:24) |

Das Turnier wurde am 27./28. August 2016 in der Klingenhalle, Solingen ausgetragen.
| Datum, Uhrzeit           | Heimmannschaft     |   | Gastmannschaft    | Ergebnis      |
| ------------------------ | ------------------ | - | ----------------- | ------------- |
| 27. Aug. 2016, 15:00 Uhr | Bergischer HC (1L) | – | TV Emsdetten (2L) | 28:21 (14:9)  |
| 27. Aug. 2016, 18:00 Uhr | HF Springe (3L)    | – | HSG Krefeld (3L)  | 31:33 (15:18) |
| 28. Aug. 2016, 15:00 Uhr | Bergischer HC (1L) | – | HSG Krefeld (3L)  | 34:16 (16:12) |

#### Süd
Das Turnier wurde am 27./28. August 2016 in der Karl-Heinz-Hirsemann-Halle, Erlangen ausgetragen.
| Datum, Uhrzeit           | Heimmannschaft     |   | Gastmannschaft          | Ergebnis      |
| ------------------------ | ------------------ | - | ----------------------- | ------------- |
| 27. Aug. 2016, 17:00 Uhr | ThSV Eisenach (2L) | – | SG Nußloch (3L)         | 34:22 (21:10) |
| 27. Aug. 2016, 19:30 Uhr | HC Erlangen (1L)   | – | TSV Bayer Dormagen (3L) | 33:26 (16:12) |
| 8. Aug. 2016, 17:00 Uhr  | ThSV Eisenach (2L) | – | HC Erlangen (1L)        | 23:30 (9:14)  |

Das Turnier wurde am 27./28. August 2016 in der Sporthalle am Viadukt, Bietigheim-Bissingen ausgetragen.
| Datum, Uhrzeit           | Heimmannschaft          |   | Gastmannschaft               | Ergebnis      |
| ------------------------ | ----------------------- | - | ---------------------------- | ------------- |
| 27. Aug. 2016, 17:00 Uhr | SG BBM Bietigheim (2L)  | – | Leichlinger TV (3L)          | 36:31 (16:15) |
| 27. Aug. 2016, 20:00 Uhr | TVB 1898 Stuttgart (1L) | – | MSG Groß-Bieberau/Modau (3L) | 31:23 (17:11) |
| 28. Aug. 2016, 17:00 Uhr | SG BBM Bietigheim (2L)  | – | TVB 1898 Stuttgart (1L)      | 23:22 (9:11)  |

Das Turnier wurde am 27./28. August 2016 in der Erzgebirgshalle, Lößnitz ausgetragen.
| Datum, Uhrzeit           | Heimmannschaft                |   | Gastmannschaft                | Ergebnis      |
| ------------------------ | ----------------------------- | - | ----------------------------- | ------------- |
| 27. Aug. 2016, 15:00 Uhr | HSC Bad Neustadt (3L)         | – | HBW Balingen-Weilstetten (1L) | 21:34 (12:18) |
| 27. Aug. 2016, 17:30 Uhr | EHV Aue (2L)                  | – | HSG Konstanz (2L)             | 31:23 (18:12) |
| 28. Aug. 2016, 17:00 Uhr | HBW Balingen-Weilstetten (1L) | – | EHV Aue (2L)                  | 29:27 (13:13) |

Das Turnier wurde am 27./28. August 2016 in der Turnhalle in Kreuztal ausgetragen.
| Datum, Uhrzeit           | Heimmannschaft           |   | Gastmannschaft          | Ergebnis      |
| ------------------------ | ------------------------ | - | ----------------------- | ------------- |
| 27. Aug. 2016, 15:00 Uhr | HC Glauchau/Meerane (OL) | – | TuS Ferndorf (2L)       | 17:33 (5:14)  |
| 27. Aug. 2016, 17:45 Uhr | TV Hochdorf (3L)         | – | Rhein-Neckar Löwen (1L) | 19:42 (11:26) |
| 28. Aug. 2016, 15:00 Uhr | TuS Ferndorf (2L)        | – | Rhein-Neckar Löwen (1L) | 22:31 (10:17) |

Das Turnier wurde am 27./28. August 2016 in der Halle Am Stadtgarten, Saarlouis ausgetragen.
| Datum, Uhrzeit           | Heimmannschaft              |   | Gastmannschaft            | Ergebnis      |
| ------------------------ | --------------------------- | - | ------------------------- | ------------- |
| 27. Aug. 2016, 17:00 Uhr | TSB Heilbronn-Horkheim (3L) | – | Frisch Auf Göppingen (1L) | 22:41 (8:20)  |
| 27. Aug. 2016, 19:30 Uhr | DJK Rimpar Wölfe (2L)       | – | HG Saarlouis (2L)         | 24:22 (12:13) |
| 28. Aug. 2016, 17:00 Uhr | Frisch Auf Göppingen (1L)   | – | DJK Rimpar Wölfe (2L)     | 30:28 (18:14) |

Das Turnier wurde am 27./28. August 2016 in der Wittelsbacher-Halle Fürstenfeldbruck ausgetragen.
| Datum, Uhrzeit           | Heimmannschaft       |   | Gastmannschaft            | Ergebnis      |
| ------------------------ | -------------------- | - | ------------------------- | ------------- |
| 27. Aug. 2016, 17:00 Uhr | TSG Friesenheim (2L) | – | Longericher SC (3L)       | 34:23 (16:11) |
| 27. Aug. 2016, 19:30 Uhr | VfL Gummersbach (1L) | – | TuS Fürstenfeldbruck (3L) | 31:27 (18:12) |
| 28. Aug. 2016, 15:00 Uhr | TSG Friesenheim (2L) | – | VfL Gummersbach (1L)      | 32:31 (17:16) |

Das Turnier wurde am 27./28. August 2016 in der HUK-Coburg arena in Coburg ausgetragen.
| Datum, Uhrzeit           | Heimmannschaft           |   | Gastmannschaft       | Ergebnis      |
| ------------------------ | ------------------------ | - | -------------------- | ------------- |
| 27. Aug. 2016, 17:00 Uhr | TV 05/07 Hüttenberg (2L) | – | HSG Wetzlar (1L)     | 25:30 (10:12) |
| 27. Aug. 2016, 19:30 Uhr | HSC 2000 Coburg (1L)     | – | TVG Großsachsen (3L) | 33:21 (13:11) |
| 28. Aug. 2016, 17:00 Uhr | HSG Wetzlar (1L)         | – | HSC 2000 Coburg (1L) | 31:22 (13:12) |

Das Turnier wurde am 27./28. August 2016 in der Hofbühlhalle, Neuhausen ausgetragen.
| Datum, Uhrzeit           | Heimmannschaft         |   | Gastmannschaft               | Ergebnis      |
| ------------------------ | ---------------------- | - | ---------------------------- | ------------- |
| 27. Aug. 2016, 15:00 Uhr | MT Melsungen (1L)      | – | SG Leutershausen (2L)        | 35:20 (17:11) |
| 27. Aug. 2016, 18:00 Uhr | TV 1893 Neuhausen (2L) | – | HSG Rodgau Nieder-Roden (3L) | 31:26 (13:11) |
| 28. Aug. 2016, 16:00 Uhr | MT Melsungen (1L)      | – | TV 1893 Neuhausen (2L)       | 37:30 (19:15) |

### Achtelfinale
Die Partien des Achtelfinals wurden vom 25. bis zum 27. Oktober 2016 ausgetragen. Die Ligen der Teams entsprechen der Saison 2016/17. Folgende Mannschaften waren qualifiziert:
| Bundesliga | 2. Bundesliga                         |
| - THW Kiel - Rhein-Neckar Löwen - SG Flensburg-Handewitt - SC Magdeburg - Frisch Auf Göppingen - MT Melsungen - Füchse Berlin - SC DHfK Leipzig - HBW Balingen-Weilstetten - HSG Wetzlar - TSV Hannover-Burgdorf - Bergischer HC - GWD Minden - HC Erlangen | - SG BBM Bietigheim - TSG Friesenheim |

| Datum, Uhrzeit           | Heimmannschaft                |   | Gastmannschaft            | Ergebnis      |
| ------------------------ | ----------------------------- | - | ------------------------- | ------------- |
| 25. Okt. 2016, 19:00 Uhr | TSV Hannover-Burgdorf (1L)    | – | Frisch Auf Göppingen (1L) | 30:20 (14:12) |
| 26. Okt. 2016, 19:00 Uhr | SG Flensburg-Handewitt (1L)   | – | Füchse Berlin (1L)        | 36:34 (14:16) |
| 26. Okt. 2016, 19:00 Uhr | GWD Minden (1L)               | – | MT Melsungen (1L)         | 28:32 (13:19) |
| 26. Okt. 2016, 19:30 Uhr | HSG Wetzlar (1L)              | – | SC DHfK Leipzig (1L)      | 25:27 (15:12) |
| 26. Okt. 2016, 20:00 Uhr | SG BBM Bietigheim (2L)        | – | TSG Friesenheim (2L)      | 29:32 (14:14) |
| 26. Okt. 2016, 20:15 Uhr | SC Magdeburg (1L)             | – | THW Kiel (1L)             | 21:22 (11:10) |
| 26. Okt. 2016, 20:15 Uhr | HBW Balingen-Weilstetten (1L) | – | Bergischer HC (1L)        | 27:23 (13:11) |
| 27. Okt. 2016, 19:00 Uhr | HC Erlangen (1L)              | – | Rhein-Neckar Löwen (1L)   | 23:29 (11:15) |

### Viertelfinale
Die Partien des Viertelfinals wurden am 13. und 14. Dezember 2016 ausgetragen. Die Ligen der Teams entsprechen der Saison 2016/17. Folgende Mannschaften waren qualifiziert:
| Bundesliga | 2. Bundesliga     |
| - THW Kiel - Rhein-Neckar Löwen - SG Flensburg-Handewitt - MT Melsungen - SC DHfK Leipzig - HBW Balingen-Weilstetten - TSV Hannover-Burgdorf | - TSG Friesenheim |

| Datum, Uhrzeit           | Heimmannschaft                |   | Gastmannschaft             | Ergebnis      |
| ------------------------ | ----------------------------- | - | -------------------------- | ------------- |
| 13. Dez. 2016, 19:00 Uhr | SC DHfK Leipzig (1L)          | – | TSV Hannover-Burgdorf (1L) | 28:24 (14:13) |
| 14. Dez. 2016, 19:00 Uhr | TSG Friesenheim (2L)          | – | THW Kiel (1L)              | 23:29 (14:14) |
| 14. Dez. 2016, 19:00 Uhr | SG Flensburg-Handewitt (1L)   | – | MT Melsungen (1L)          | 32:28 (17:18) |
| 14. Dez. 2016, 20:45 Uhr | HBW Balingen-Weilstetten (1L) | – | Rhein-Neckar Löwen (1L)    | 25:32 (10:17) |

## Final Four
Die Endrunde, das Final Four, fand in der Barclaycard Arena in Hamburg am 8. und 9. April 2017 statt. Folgende Mannschaften waren qualifiziert:
| Bundesliga                                                                 |
| - SG Flensburg-Handewitt - SC DHfK Leipzig - THW Kiel - Rhein-Neckar Löwen |

### Halbfinale
Die Spiele der Halbfinals fanden am 8. April 2017 statt. Der Gewinner jeder Partie zog in das Finale des DHB-Pokals 2017 ein.
| Datum, Uhrzeit          | Heimmannschaft     |   | Gastmannschaft         | Ergebnis      |
| ----------------------- | ------------------ | - | ---------------------- | ------------- |
| 8. Apr. 2017, 14.30 Uhr | SC DHfK Leipzig    | – | THW Kiel               | 32:35 (19:19) |
| 8. Apr. 2017, 17.30 Uhr | Rhein-Neckar Löwen | – | SG Flensburg-Handewitt | 23:33 (16:18) |

1. Halbfinale

SC DHfK Leipzig: Vortmann, Putera – Semper, Steinert (4/4), Rojewski (5)  , Jurdžs (2), Krzikalla (2), Binder (7), Janke, Pieczkowski (7) , Sommer (2) , Roscheck  , Meschke (2), Milosevic (1)
THW Kiel: Landin, Wolff – Duvnjak (5), R. Toft Hansen (1), Weinhold (6), Dissinger (1), Wiencek (1), Ekberg (12/5) , Dahmke (7), Brozović , Vujin, Bilyk (1) , Nilsson (1), Santos
Schiedsrichter: Andreas Pritschow & Marcus Pritschow
2. Halbfinale

Rhein-Neckar Löwen: Appelgren, Bauer – Schmid (2), Sigurðsson (2/2), Manaskov (1), Baena, Mensah Larsen (1), Pekeler (3)   , Groetzki (1) , Reinkind (1), Taleski, Guardiola (2) , Petersson (5), Ekdahl Du Rietz (5)
SG Flensburg-Handewitt: Andersson, Møller – Karlsson  , Eggert (6/4), Glandorf (1) , Mogensen (3), Svan (4), Đorđić (4), Jakobsson (2), Heinl, H. Toft Hansen (4) , Lauge Schmidt (8) , Mahé (1)
Schiedsrichter: Fabian Baumgart & Sascha Wild

### Finale
Das Finale fand am 9. April 2017 statt. Der Gewinner der Partie war der Sieger des DHB-Pokals 2017.
| Datum, Uhrzeit          | Heimmannschaft |   | Gastmannschaft         | Ergebnis      |
| ----------------------- | -------------- | - | ---------------------- | ------------- |
| 9. Apr. 2017, 14:30 Uhr | THW Kiel       | – | SG Flensburg-Handewitt | 29:23 (13:12) |

THW Kiel: Landin, Wolff – Duvnjak (7) , R. Toft Hansen , Weinhold (1)  , Dissinger, Wiencek (4), Ekberg (6/2), Dahmke (3), Brozović, Vujin (4), Bilyk (3)  , Nilsson, Santos (1)
SG Flensburg-Handewitt: Andersson, Møller – Karlsson  , Eggert (2/2), Glandorf (4), Mogensen (1), Svan (3) , Đorđić (2), Jakobsson, Heinl (1) , H. Toft Hansen (2), Gottfridsson, Lauge Schmidt (4)  , Mahé (4)
Schiedsrichter: Robert Schulze & Tobias Tönnies